# Kamil Kiereś
Kamil Kiereś (Piotrków Trybunalski, 1974. július 16. –) lengyel labdarúgóedző.

## Pályafutása
Kiereś a lengyelországi Piotrków Trybunalski városában született.
2011 és 2015 között három alkalommal a GKS Bełchatów, míg 2015 és 2018 között két alkalommal a GKS Tychy edzője volt. 2019-ben a harmadosztályban szereplő Górnik Łęczna szerződtette. A 2019–20-as szezonban az első helyt elérve a tabellán feljutottak a másodosztályba, ahol a 2020–21-es szezonban a hatodik helyen kvalifáltak a rájátszásba, amelyet megnyertek, így az Ekstraklasába is feljutottak. A 2021–22-es idényben kiestek a másodosztályba. 2023. március 20-án, Adam Majewski menesztése után a Stal Mielec vezetőedzője lett.

## Sikerei, díjai

### Edzőként
GKS Bełchatów
- I Liga
  - Feljutó (1): 2013–14

Górnik Łęczna
- II Liga
  - Feljutó (1): 2019–20

- I Liga
  - Feljutó (1): 2020–21

Egyéni
- Esktraklasa – A Hónap Edzője: 2021 december